# V
|  | Per a altres significats, vegeu «V (desambiguació)». |

La V (pronunciat [v]) és la vint-i-dosena lletra de l'alfabet català i dissetena de les consonants. El nom és ve o ve baixa.
Prové de la lletra u de l'alfabet llatí. Per això en l'escriptura catalana prenormativa es confonien sovint aquestes dues lletres (Dauid).

## Fonètica
En català representa el fonema fricatiu labiodental sonor ([v]) i encara és ben viu en algunes zones on es conserva. També hi ha zones on ha desaparegut el fonema suara esmentat i es pronuncia amb el fonema oclusiu bilabial sonor ([b]), és a dir, beta i veta es pronuncien igual.

## Significats de V
- Societat: simbolitza Via Catalana 2014, la concentració en forma de V de la Diada Nacional de Catalunya de 2014 a favor de la independència.
- Simbologia: fer una V amb els dits de la mà significa victòria.
- Educació: es posa en els treballs escolars per indicar "vist pel professor" sense més qualificacions.
- Física: pot indicar volum, el voltatge o velocitat, també és el símbol en el Sistema Internacional de la unitat volt.
- Lingüística: representa el verb.
- Lògica: indica disjunció.
- Matemàtiques: en la numeració romana, signe que representa el nombre 5. Les lletres u, v i w s'utilitzen sovint a matemàtiques com a components de vectors o variables d'equacions.
- Química: V és el símbol de l'element químic vanadi.
- Bioquímica: en majúscula és el símbol de la valina.
- Entreteniment: el protagonista de V de Vendetta.
- Televisió: V és el títol d'una sèrie sobre extraterrestres de 1984 i 2009.
- gimnàstica (pas en V): moviment de gimnàstica, molt utilitzat en l'aeròbic i en diversos passos de ball, que consisteix bàsicament a dibuixar una V amb el moviment dels peus.[1]

## Símbols derivats o relacionats
| Caràcter | Descripció          | Unicode (maj./min.) | Html (maj./min.) | Notes d'ús |
| -------- | ------------------- | ------------------- | ---------------- | ---------- |
| Ṿ        | V amb punt inferior | U+1E7E U+1E7F       |                  |            |